# اینگارد
اینگارد (به سوئدی: Ingared) یک منطقهٔ مسکونی در سوئد است که در شهر الینگساس واقع شده‌است. اینگارد ۰٫۷۸ کیلومتر مربع مساحت و ۱٬۲۹۹ نفر جمعیت دارد.